# Hornsmörblomma
Hornsmörblomma (Ceratocephala testiculata) är en ranunkelväxtart som först beskrevs av Heinrich Johann Nepomuk von Crantz, och fick sitt nu gällande namn av Albrecht Wilhelm Roth. Hornsmörblomma ingår i släktet hornsmörblommor, och familjen ranunkelväxter. Inga underarter finns listade i Catalogue of Life.

## Bildgalleri

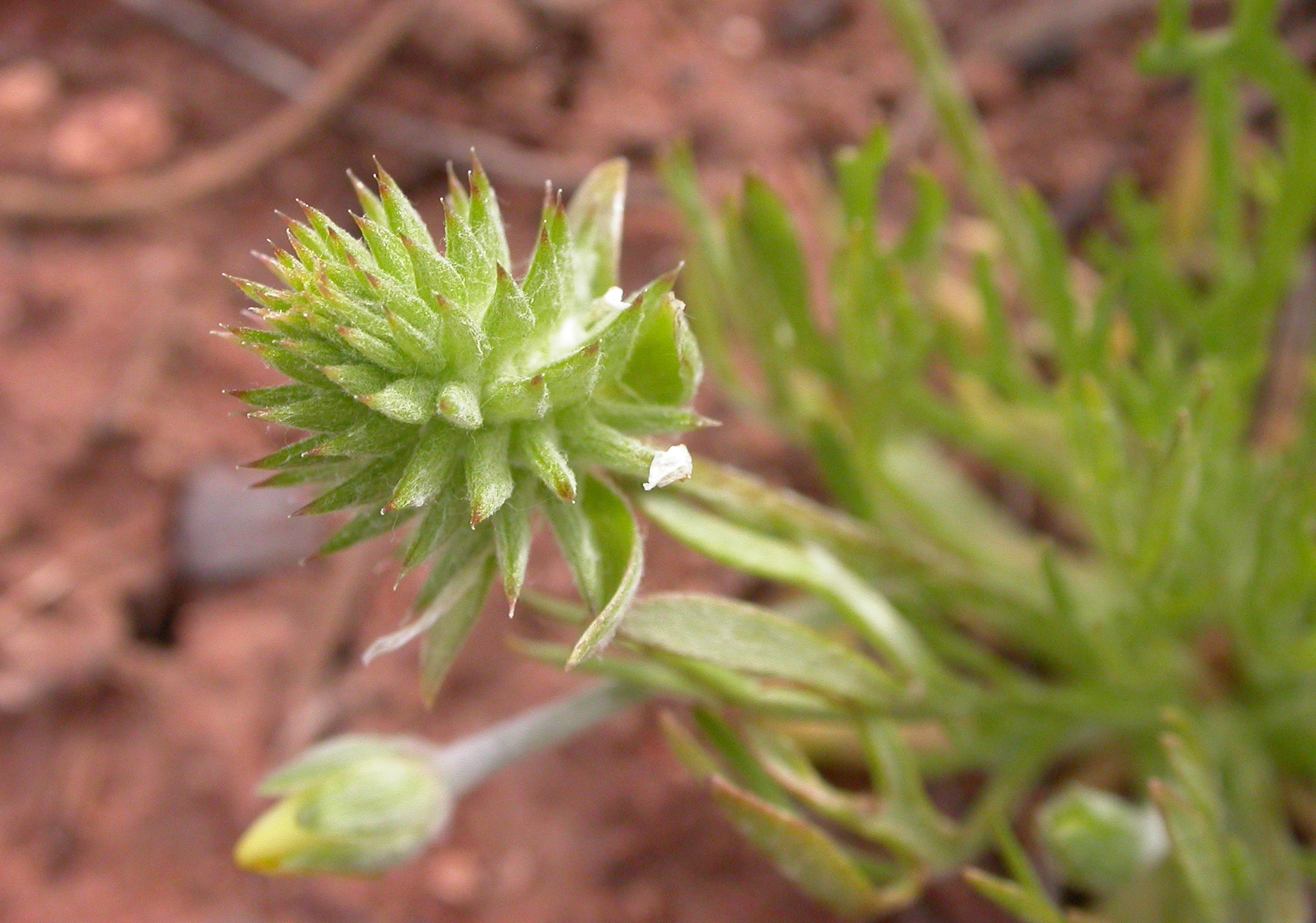